# らぷてっく
『らぷてっく』（英語表記Laptick）は、1985年にデービーソフトより発表されたアクションゲーム。固定画面、加速型重力あり、アイテム回収型面クリアタイプのアクションゲーム。主人公のジャンプ軌道のフワフワ感、表情豊かなキャラクターたち、ミス時のシュールな演出が特徴的。
続編として『らぷてっく2』がある（この記事内で後述）。
両ソフトともプロジェクトEGGでリリースされており（PC-8801版が2002年5月24日公開、MSX版『らぷてっく2』が2002年10月1日公開）Windows環境でプレイ可能である。

## 概要
正面図で表現された固定画面で、主人公のびっきいを操作し、画面上の床に点在する「？」ボックスを全て踏めば面クリア。全50面およびクリア後のボーナスステージ50面（実質全100面）。
キャラクターは自他ともにコミカルに描かれるなど、可愛い演出となっている反面、ミス時は「飲み込まれる」「押しつぶされる」などシュールな演出となっており、そのギャップが特徴的である。また「パラボラジャンプ」（パラボラは放物線の意）と称される主人公のジャンプが、水中あるいは月面でのジャンプのようにフワフワと緩やかなスピードを持つことも特徴的である。

## ゲーム内容
主人公びっきいを操作し、画面上の床に点在する「？」ボックスを全て踏めば面クリアとなり、次の面に進むことができる。
「？」ボックスを踏むと、ボックスのマークはドクロあるいはフルーツに置き換わる。ドクロは1面に1個だけ、フルーツは複数種が2個ずつ存在し、同じフルーツのペアを連続して踏むことで、特殊効果（ボーナス加点、無敵化、タイムストップ等）が得られるボックスが出現する。また、各面1箇所に床と同化した不可視の「宝石」ボックスがあり、その個所を踏むとボーナス点とともに「宝石」が現れる。特に「？」ボックスを開いていない状態で「宝石」を開くと10,000点と高得点である（通常200点）。ただし「宝石」を開くと、前述の「同じフルーツのペアを連続して踏む」ことが妨害されてしまう。これらの要素（「？」マークの位置、ドクロあるいはどのフルーツに変わるか、「宝石」の位置）はいずれも、各面固定的に決まっている。
この各フィーチャーを総合すると、「フルーツを一つも踏んでいないうちに宝石を踏む」「フルーツのセットを順番に踏む」「最後にドクロを踏む」が効果的なプレーとなる。
主人公は他の敵に触れても必ずしもミスとなるわけではない。但し、敵の攻撃が決まるとミスとなる。例えば、パッケンは接触した主人公を呑み込もうとするが、パッケンがそっぽを向いている間は触れても呑み込まれずミスとはならない。また、左右にしか攻撃してこないため、主人公がパッケンの上に乗っている場合はミスとはならない。
通常状態では主人公には敵を倒す手段はない。一部のフルーツを取った場合に得られる特殊効果の「スーパーびっきい」（パワーアップ）状態であれば敵を倒すことができる。倒した敵は一定時間後に決められた場所から復活する。
一部の敵（スタチューとメレオン）は、主人公だけでなく他の敵を攻撃することがある。攻撃が成功すると、攻撃を受けた敵はいなくなり、一定時間後に決められた場所から復活する。他の敵を攻撃する敵の誘導も、敵の攻撃を回避し、クリアする上で重要な要素となる。
乗っていることで上にせりあがるリフト、扇風機（下から吹き上げ、気流に乗ることで上に移動できる）も移動する際に有用である。

### 操作方法
左右キーおよびジャンプキーを使用して主人公を操作する。ジャンプする際は、垂直ジャンプはできず、左右ジャンプ（左右いずれかのキーを押しながらジャンプキーを押す）のみ可能である。ジャンプは放物線状の軌道を取る。ジャンプ量はジャンプキーを押す長さにより、多少調整可能であるが、その他の空中での軌道変更はできない。
壁などにぶつかるとその位置から真下に落下することになる。床のない場所に左右移動した場合、床がなくなった直後、左右ボタンを押しつづけていれば放物線状に落下し、左右ボタンを離せばその位置から真下に落下する。一度放物線を描いてあるいは真下に落下を始めると、それ以降は軌道を変更できない。
エレベーターのようにせりあがるリフトの上に乗ると、乗っている間、上に移動可能となる。
扇風機が下から吹き上げる場所では、そのY軸上に重なることで気流に乗って上昇する。気流に乗っている間は軌道変更可能（気流から外れないように左右キーで空中移動する、気流から外れる際に左右どちらに外れるかを選択可能）である。気流から外れると、着地するまでは軌道を変更できない。

### ゲームオーバー
主人公が敵から攻撃を受けると1ミスとなり、残数を一つ失う。主人公の残数を全て失うとゲームオーバーとなる。

## 登場キャラクター
びっきい（VICKEY）主人公。
パッケン（PACKEN）ナメクジ状の敵。進行方向に主人公がいると、飲み込もうとする。主人公は、飲み込まれる瞬間、涙を見せる。
バウル（BAULL）ボールのように飛び跳ねる敵。進行方向に主人公がいると、殴りかかる。
リティック（LITHIC）進行方向に主人公がいると、殴りかかる。
モゴラ（MOGORA）黄緑色の角の生えたモグラのような敵。通常時は無害だが時間経過で怒りモード（赤い色に変色）となり、動きが早くなって接触すると蹴り飛ばされる。
メガラ（MEGALA）亀のような敵。隣り合うと殴り飛ばしてくる。殴られると、主人公は壁まで弾き飛ばされてしまう。
ジゴラ（ZIGOLA）南国の踊りのような衣装の敵。同じ段の進行方向側に主人公がいると、炎を吹いてくる。炎はかなり移動速度が速く、主人公に当たると燃え上がってしまう。
スノー（SNOW）雪の結晶のような敵。接触すると凍らされてしまう。接触＝即ミスとなる唯一のキャラである。
メレオン（MELEON）カメレオンのような敵。画面に埋め込まれて配置されており、本体は移動できない。口と同じ段に主人公がいると、舌を伸ばして主人公あるいは敵を巻き取り、飲み込んでしまう。巻き取った主人公や敵が他の敵に引っかかり、一定時間巻取りできないと、巻取りを諦めて舌を引っ込める。
スタチュー（STATUE）顔面石のような敵。重力の影響を受けず、上下左右に自由に移動する。近くに主人公あるいは他の敵がいると、押しつぶそうとする。主人公が上に乗ると、上方向に押しつぶそうとスタチューは上に移動するため、リフトのように上に移動する手段としても使える。
ビースト（BEAST）棒を持った敵。進行方向に主人公がいると、地面に沿って炎を飛ばしてくる。炎が主人公に当たると燃え上がってしまう。

### 特殊効果
フルーツを連続して取ると、特殊効果が得られる。一部の「パワーボーナス」フルーツを取ると、一定時間「戦士スーツ」を装着した「スーパーびっきい」状態になる。スーパーびっきい状態では、横方向から敵に接触することで蹴り飛ばすことが可能となる。蹴り飛ばした敵が他の敵に当たると、他の敵も巻き込んで倒すことができる。
| フルーツ     | 効果                                                       |
| ------------ | ---------------------------------------------------------- |
| オレンジ     | 1,000点                                                    |
| いちご       | 2,000点                                                    |
| パイナップル | 3,000点                                                    |
| チェリー     | 5,000点                                                    |
| レモン       | 10,000点                                                   |
| りんご       | パワーボーナス                                             |
| バナナ       | パワーボーナス＋移動速度アップ                             |
| ぶどう       | パワーボーナス＋ジャンプ力アップ（約2倍）                  |
| すいか       | パワーボーナス＋ストップ                                   |
| メロン       | 残数+1                                                     |
| 宝石（隠し） | 他の宝石を踏んでいない場合は10,000点 踏んでいる場合は200点 |

## 他機種版
| No.               | タイトル                   | 発売日        | 対応機種 | 開発元         | 発売元             | メディア     | 型式 | 売上本数 |
| ----------------- | -------------------------- | ------------- | -------- | -------------- | ------------------ | ------------ | ---- | -------- |
| 1                 | ラプテック プロジェクトEGG | 2002年5月24日 | Windows  | デービーソフト | D4エンタープライズ | ダウンロード | -    | -        |
| PC-8801版の移植。 |                            |               |          |                |                    |              |      |          |

## らぷてっく2
『らぷてっく2』は1986年にMSX用として発売された続編。基本システムやキャラクターを『らぷてっく』から継承し、ルールに大幅な変更を加えたもので、外見上はほぼ前作と同一であるが実質的には異なる作品である。初代『らぷてっく』の移植版と同時期の作品であるが、MSXには初代『らぷてっく』は移植されておらず、『らぷてっく2』自体も他機種に移植されていない単独タイトルである。
『らぷてっく2』での主な相違点は以下の通り（ここでは初代『らぷてっく』を『1』、『らぷてっく2』を『2』と略記する）。
- フルーツを取る順序が厳密に設定されている。『1』では「？」ボックスを開く順序はプレイヤーの自由でゲーム展開に影響を及ぼさなかったが（高得点を狙うためのフィーチャーとしての重要性はあるが、それを利用するかはプレイヤーの裁量に任されている）、『2』ではあらかじめ設定された順序通りに「？」ボックスを開かなければならない。この順序を示すために、『2』では次に開くべき「？」ボックスが点滅表示されており、異なる「？」ボックスを開くと、そのステージで開いてきた全てのボックスが閉じてしまい最初から開き直しとなる。
- ボーナスが隠れボックス化している。『1』と違い『2』では連続してフルーツのペアを取ることが意味を持たず、連続して取ろうとパワーボーナスは現れない。『1』における「宝石」と同じ要領で特定のボーナスが各面1-2個ずつ不可視状態で配置されており、これを踏むことでボーナスとなる。
- ステータス値によって通常時でも敵を攻撃可能。『2』ではゲージ状に「MOS」という値が表示されており、これは敵を倒すことで上昇する。MOS値が一定値を超えると、びっきいがスーパーびっきい化していない通常時であっても、敵に触れて倒すことができる。これはあくまで攻撃が可能というだけで無敵ではないため、敵の攻撃を受けない状態にあることが必須である。
- マークの対応や位置付けが異なる。『2』ではルール上ペアの邪魔物としての「ドクロ」「宝石」に必然性がないため存在しない。「？」ボックスが奇数個あるステージにおける「ペアのあまり」のボックスもフルーツであり、そもそもペアが設定されていないステージもある。また、フルーツは一律200点であり種類による点差が存在しない。デザイン上も『1』ではボーナスのマークがフルーツや宝石などアイコン状に図化されていたのに対し、『2』でのボーナスのマークは多く文字を意匠化したデザインとなっている。『1』の「すいか」にあたるパワーボーナス（タイムストップ）は『2』には存在しない。

| ボーナス             | 効果                             |
| -------------------- | -------------------------------- |
| POW                  | パワーボーナス                   |
| SPD                  | パワーボーナス＋移動速度アップ   |
| JMP                  | パワーボーナス＋ジャンプ力アップ |
| びっきいのシルエット | 残数+1                           |
| 1000×1               | 1,000点                          |
| 1000×2               | 2,000点                          |
| 1000×5               | 5,000点                          |

- クリア条件が異なる。『2』ではステージ上の全ての「？」ボックスを取ると新たに「EXIT」ボックスが出現し、これを踏むことでステージクリアとなる。
- ステージ構成が異なる。ハードの解像度が低い『2』ではフィールドが狭く独自の面構成であり、ステージ数も全40面である。また『2』の新フィーチャーとして、一部のステージに1対の「WRP」ボックスが床に存在し、この上に乗った状態で下キーを押すともう１つの「WRP」ボックス上に移動する。
- 一部のモンスターが省略されている。『2』には『1』における「バウル」「ビースト」が存在しない。

### 他機種版
| No. | タイトル                    | 発売日        | 対応機種 | 開発元         | 発売元             | メディア     | 型式 | 売上本数 |
| --- | --------------------------- | ------------- | -------- | -------------- | ------------------ | ------------ | ---- | -------- |
| 1   | らぷてっく2 プロジェクトEGG | 2002年10月1日 | Windows  | デービーソフト | D4エンタープライズ | ダウンロード | -    | -        |
|     |                             |               |          |                |                    |              |      |          |